# 우메지마정
우메지마정(일본어: 梅島町)은 1889년 5월 1일부터 1932년 10월 1일까지 존재했던 도쿄부 미나미아다치군의 정이다.
현재의 도쿄도 아다치구 구리하라, 시마네, 히토쓰가, 니시아라이에이초, 우메지마, 주오혼초, 아오이 5・6초메에 해당한다.

## 역사
- 1889년 5월 1일 - 시정촌제 시행에 의해 4촌이 합병해 우메지마촌이 성립하였다.
- 1928년 10월 1일 - 정으로 승격해 우메지마정이 되었다.
- 1932년 10월 1일 - 2정 6촌이 도쿄시에 편입되어 아다치구가 되었다.

## 관련서적
- 「栗原村」『新編武蔵風土記稿』 巻ノ137足立郡ノ3、内務省地理局、1884年6月。NDLJP:763997/44。
- 「淵江領 島根村」『新編武蔵風土記稿』 巻ノ137足立郡ノ3、内務省地理局、1884年6月。NDLJP:763997/50。
- 「小右衛門新田」『新編武蔵風土記稿』 巻ノ137足立郡ノ3、内務省地理局、1884年6月。NDLJP:763997/51。